# 191857 Illéserzsébet
(191857) Illéserzsébet, denumire internațională (191857) Illeserzsebet, este un asteroid din centura principală de asteroizi.

## Descriere
191857 Illéserzsébet este un asteroid din centura principală de asteroizi. A fost descoperit pe 12 noiembrie 2004 la Piszkesteto de Krisztián Sárneczky. Asteroidul prezintă o orbită caracterizată de o semiaxă mare de 2,88 ua, o excentricitate de 0,10 și o înclinație de 4,2° în raport cu ecliptica.